# Hemsjön (Kyrkhults socken, Blekinge)
Hemsjön är en sjö i Olofströms kommun i Blekinge och ingår i Mörrumsån-Skräbeåns kustområde. Sjön är 6,3 meter djup, har en yta på 0,108 kvadratkilometer och är belägen 88,7 meter över havet. Sjön avvattnas av vattendraget Östra Orlundsån.

## Delavrinningsområde
Hemsjön ingår i det delavrinningsområde (623874-142613) som SMHI kallar för Inloppet i Orlunden. Medelhöjden är 122 meter över havet och ytan är 35,03 kvadratkilometer. Det finns inga avrinningsområden uppströms utan avrinningsområdet är högsta punkten. Avrinningsområdets utflöde Östra Orlundsån mynnar i havet. Avrinningsområdet består mestadels av skog (74 procent) och jordbruk (14 procent). Avrinningsområdet har 0,92 kvadratkilometer vattenytor vilket ger det en sjöprocent på 2,6 procent.